# Der Gott und die Bajadere

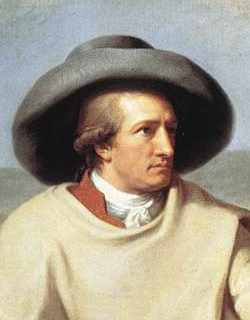
Goethe in der Campagna Detail aus dem Gemälde von Johann Heinrich Wilhelm Tischbein, 1787

Der Gott und die Bajadere (Indische Legende) ist der Titel einer Ballade von Johann Wolfgang von Goethe, die er zwischen dem 6. und 9. Juni 1797 in Jena schrieb. Er veröffentlichte sie in Friedrich Schillers Musen-Almanach für das Jahr 1798, der auch als Balladen-Almanach bezeichnet wurde und eigene Werke des Herausgebers umfasste.
Neben Gedichten wie Der Zauberlehrling oder Die Braut von Korinth zählt sie zu den bedeutenden klassischen Werken dieser Gattung, die Goethe im Balladenjahr in kurzem zeitlichen Abstand schrieb.
Mit ihrer ausgemalten Sinnlichkeit und den religiösen Bezügen ist sie vielfältig und kontrovers rezipiert worden. Auffallend ist das Motiv der „gefallenen Frau“, die in Goethes poetischer Gestaltung mit ihrer Menschlichkeit und Sehnsucht nach dem Wahren und Echten die Liebe entdeckt und auch ohne Reue und Buße erlöst wird.

## Inhalt und Form
Der Gott Mahadöh (ein Beiname Shivas) will die Menschen erneut prüfen und besucht als Wanderer eine Stadt. Als er sie eben verlassen will, trifft er auf eine schöne Bajadere, die ihn in ihr Haus lockt, für ihn tanzt und ihm eine Liebesnacht verspricht. Während sie seine „geheuchelten Leiden … lindert“, erkennt er „… mit Freuden / Durch tiefes Verderben ein menschliches Herz.“
Sie gibt sich ihm hin, weint und fühlt erstmals wirkliche Liebe. Am nächsten Morgen stellt Mahadöh sich tot. In ihrer Verzweiflung ist die Tänzerin bereit, sich trotz der Erklärungen der Priester mit ihm verbrennen zu lassen. Sie springt ins Feuer, der Gott hebt sich aus den Flammen und schwebt mit ihr in den Himmel empor.
Für seine indische Legende wählte Goethe eine ungewöhnlich kontrastreiche metrische Struktur. Der erste Teil der insgesamt neun Strophen besteht aus jeweils acht vierhebigen und kreuzweise gereimten Trochäen mit abwechselnd weiblichen und männlichen Endungen, der zweite hingegen aus rhythmisch bewegteren, vierhebigen Daktylen. Bis auf die vierte Strophe beginnen die längeren Verse mit einem Auftakt, die ersten zwei sind paargereimt und enden weiblich, der dritte reimt sich mit dem letzten Vers der Trochäen und endet männlich. Der auf diese Weise erzeugte Gegensatz zwischen dem getragenen ersten und dem gleichsam tanzenden zweiten Teil erzeugt eine Spannung, die über das ganze Gedicht spürbar ist und den Inhalt widerspiegelt.

## Hintergrund und Entstehung

### Goethes Balladen
Eine bestimmte Thematik lässt sich in Goethes Balladen ebenso wenig ausmachen wie eine einheitliche Stilebene. Die über einen langen Zeitraum entstandenen Werke richteten sich an breitere Leserkreise, so dass die Sprache trotz aller Gewähltheit volksmäßig blieb. Bei weitgehend flüssiger Erzählweise spielte er häufig virtuos mit der Versgestalt und setzte klangmalerische Mittel ein.
Die Stimmung seiner Balladen reicht von der düsteren, ja grausigen bis zur humorvollen Sphäre. In seinem Alterswerk Paria, dessen Stoff ihn lange beschäftigte, führte Goethe die Ballade noch einmal „über die Grenzen der Gattung hinaus.“
Angeregt von Johann Gottfried Herder sammelte er bereits 1771 mündlich überlieferte Volksballaden aus dem Elsaß und wurde anfangs zu sangbaren, volkstümlich-einfachen Werken angeregt. Er umschrieb überschaubare lyrische Situationen, in denen es häufig um Liebe jenseits der Standeszuordnung ging, das mit ihr verbundene Leid indes nicht verschwiegen und häufig in sagenhafter Einbettung geschildert wurde. Zu ihnen zählen so unterschiedliche Werke wie Heideröslein, Das Veilchen, Der untreue Knabe und Der König in Thule, während sich in seiner frühen Weimarer Zeit zunehmend Motive des Unheimlichen, Gespenstischen und Magischen in den Vordergrund schoben, verführerischer, ja tödlicher Zauber von Natur- und Elementargeistern, denen der Mensch ausgeliefert ist, wie in den berühmten Balladen Der Fischer und Erlkönig geschildert.
Nach einer langen Unterbrechung von etwa 14 Jahren kam es im Mai und Juni 1797 zu Gesprächen und Briefwechseln mit seinem Freund Friedrich Schiller, in denen sie Gattungs- und Wesensfragen der Balladen erörterten, – ein Austausch, der im sog. Balladenjahr 1797 in eine Kaskade bedeutender Werke der beiden mündete, die im Musen-Almanach präsentiert wurden.
Ging es Schiller vornehmlich um philosophische Fragen – der freien sittlichen Entscheidung, bei welcher der Mensch von sich aus tätig wird –, konzentrierte Goethe sich in seinen oft sehr handlungsstarken Werken auf geheimnisvolle Beziehungen oder Einflüsse höherer Kräfte auf den Menschen.

### Indische Legende

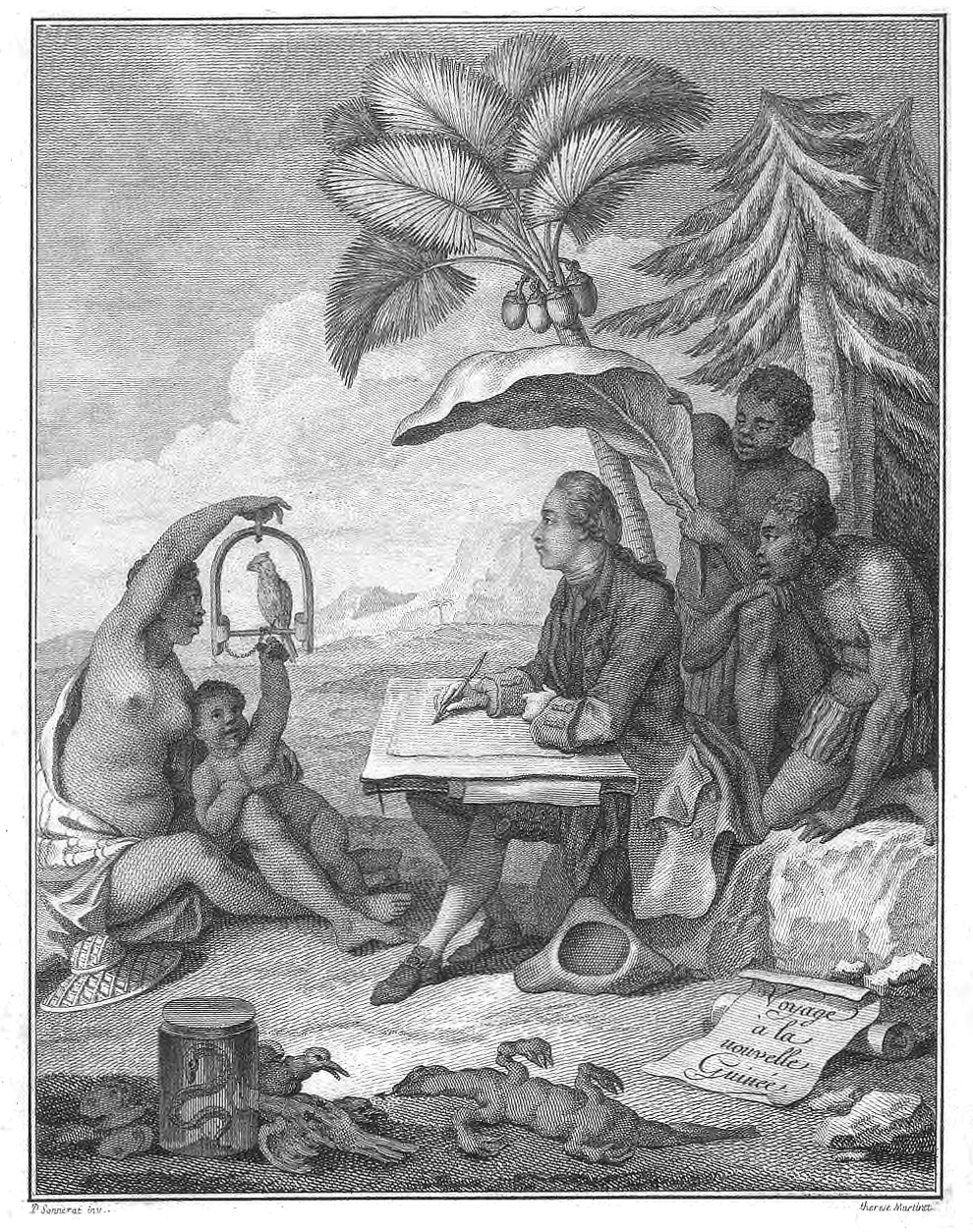
Pierre Sonnerat

Wie in der kurz zuvor vollendeten Ballade Die Braut von Korinth entstammt das Thema nicht seiner Phantasie, sondern hat legendäre Wurzeln. Die wichtigste Quelle war vermutlich die 1783 erschienene deutsche Übersetzung der Reisebeschreibung Voyage aux Indes orientales et à la Chine (Reise nach Ostindien und China) von Pierre Sonnerat.
In ihr findet sich die Legende des Gottes, der eine Liebesnacht mit einem Tempelmädchen verbringt, eine Vorlage, die Goethe an einigen Stellen entscheidend veränderte und verschärfte. Während in Sonnerats Darstellung der Gott seinen Tod lediglich vortäuscht, wird er in der Ballade deutlich herausgestellt („… Findet sie an ihrem Herzen / Tot den vielgeliebten Gast.“) In Goethes Gedicht springt das Mädchen ins Feuer, geht also bei der ihr auferlegten Prüfung bis zum Äußersten, bei Sonnerat hingegen erwacht der Gott und gesteht die Täuschung, als sie sich eben opfern will.
Goethe hatte sich lange Zeit mit der Kultur Indiens beschäftigt, bevor er das Gedicht zu Papier brachte. In seinem Aufsatz Bedeutende Fördernis durch ein einziges geistreiches Wort aus dem Jahre 1823 ging er auf die Anthropologie des Mediziners Johann Christian August Heinroth ein und erwähnte neben der Braut von Korinth und anderen Gedichten ausdrücklich Der Gott und die Bajadere als Beispiele dafür, wie sich ihm „gewisse große Motive, Legenden, uraltgeschichtlich Überliefertes so tief in den Sinn“ drücken, dass er „sie vierzig bis fünfzig Jahre lebendig und wirksam im Innern“ mit sich herumtrage, ehe sie Gestalt annehmen.

## Bedeutung und Rezeption
Innerhalb der Forschung wurde häufig gefragt, wie sich die beiden sinnlich ausgemalten Balladen Die Braut von Korinth und Der Gott und die Bajadere in das Umfeld der Weimarer Klassik einordnen lassen. Die in der Vampir-Ballade spürbare Kritik an leibfeindlichen Tendenzen bestimmter Zweige des verfassten Christentums („Unsichtbar wird Einer nur im Himmel / Und ein Heiland wird am Kreuz verehrt“) schien ebenso erklärungsbedürftig wie die Neigung eines Gottes zu einer Prostituierten.
Wie das Vampir-Gedicht fand somit auch dieses Werk bei den Zeitgenossen ein durchaus geteiltes Echo. Lobte Wilhelm von Humboldt dessen hohe künstlerische Qualität, führten die religionskritischen Passagen des Textes bei anderen Lesern zu Irritationen und Ablehnung.
So schrieb Johann Gottfried Herder an Goethes Freund Karl Ludwig von Knebel polemisch, Priapos spiele in beiden Gedichten „eine große Rolle, einmal als Gott mit einer Bajadere, […] das zweite Mal als ein Heidenjüngling mit seiner christlichen Braut, die als Gespenst zu ihm kommt und die er, eine kalte Leiche ohne Herz, zum warmen Leben priapisiret – das sind Heldenballaden!“
Die britische Germanistin Eliza Marian Butler wollte die Interpretation des Werkes aus der Perspektive gerade der Kultur ermitteln, auf die Goethe mit seiner Stoffwahl zurückgegriffen hatte. Während ihrer Studienreisen durch Indien sprach sie mit Gelehrten und erfuhr, wie sehr das Gedicht aus indischer Sicht von abendländisch-christlichem Geist durchdrungen ist.
Nach Auffassung Karl Viëtors hat Goethe kaum je schöner in Versen erzählt, so dass man sich frage, ob man die „poetische Meisterschaft“ oder die „Höhe der Anschauung“ höher bewundern soll. Er habe der Legende eine Gestalt gegeben, „die sie zum herrlichen Beispiel des Glaubens an das dem Menschen eingeborene Verlangen zum Guten und Echten macht.“ Die Vereinigung wecke „in der Verlorenen den verborgenen Funken, die Fähigkeit zu wahrer Liebe; hell und stark brennt das Licht in der Geschändeten.“ Ihrer Treue im „freiwilligen Opfertod“ wegen „hebt der Gott die Geläuterte zu sich empor. Die Liebesvereinigung von Gott und Geschöpf, von Ich und All ist hier verherrlicht als das Mysterium, das den Kern aller großen Erlösungsreligionen bildet.“
Seit einiger Zeit wird die Bedeutung der Geschlechterrollen für das Gedicht untersucht und kritisch hinterfragt, geht es doch um eine äußerst schwere, ja übermenschliche Prüfung einer Frau durch den männlichen Gott.

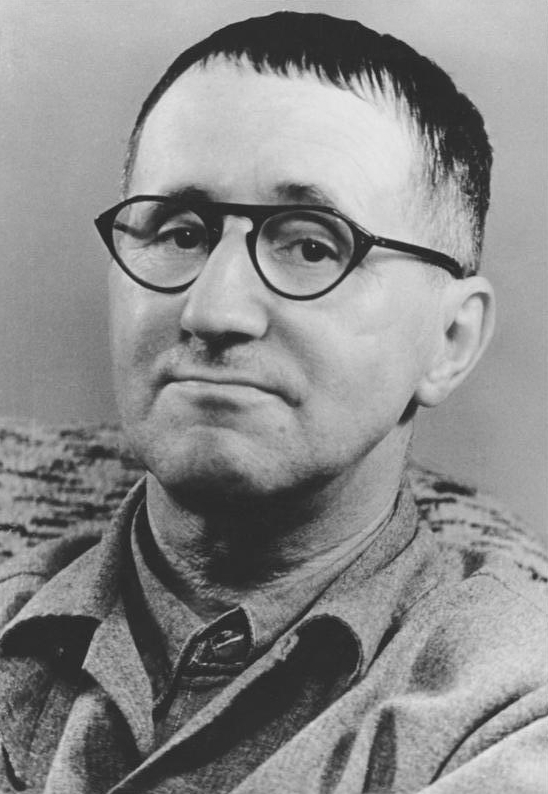
Bertolt Brecht (1954)

So reagierte bereits Bertolt Brecht mit seinem Sonett Über Goethes Gedicht „Der Gott und die Bajadere“. Das Gedicht gehört zu einer Reihe sozialkritischer Studien, die Brecht Literarische Sonette nannte und in denen er sich auch auf Werke von Dante und Shakespeare, Schiller, Kleist und Friedrich Nietzsche bezog. Wie er ausführte, sollten sie „den Genuß an den klassischen Werken nicht vereiteln, sondern reiner machen.“
Die erste Strophe lautet:
O bittrer Argwohn unsrer Mahadöhs

Die Huren möchten in den Freudenhäusern

Wenn sie die vorgeschriebne Wonne äußern

Nicht ehrlich sein. Das wäre aber bös.
Brecht schrieb in seiner Erläuterung zwar, Goethes Gedicht bezeichne „die freie Vereinigung von Liebenden als etwas Göttliches, das heißt Schönes und Natürliches, und wendet sich gegen die formelle von Standes- und Besitzinteressen bestimmte Vereinigung der Ehe.“ Mit seinen Versen wendet er sich aber deutlich gegen das Opfer, „das hier verlangt wird, bevor der Preis zuerteilt werden soll.“
Karl Otto Conrady will nicht verschweigen, wie „dubios in Goethes Ballade Mann und Frau einander zugeordnet sind, vielmehr: wie sie ihm untergeordnet ist.“ Der Mann erscheine auch in der intimen Begegnung noch als der Herrschende, der Sklavendienste fordere, während sich die Liebe des Mädchens in der Unterwerfung vollziehe.
Wie Reiner Wild erläutert, verhinderte ein verengter, allein auf die Antike bezogene Begriff der Klassik eine angemessene Interpretation und führte dazu, dass die besonderen Qualitäten des Werkes nicht erkannt wurden.
Das Gedicht umschreibt einen Mythos, den der Erzähler im Hohenpriesterstil und mit dem Anspruch auf Verbindlichkeit vorträgt. Die damit verbundene spielerisch-ironische Distanz stelle den Ernst der Ereignisse nicht in Frage und ermögliche so, Traditionen und Glaubensvorstellungen kritisch zu betrachten.
Der philanthropisch-christliche Hintergrund ist zwar erkennbar, aber vielschichtig, ambivalent und nicht einfach einzuordnen. Zwar spielt Goethe mit der Herabkunft Shivas zu Beginn auf die Menschwerdung Gottes an und bereichert dies mit Liebe und Sinnlichkeit, die zur Humanitas gehören. Die Figur der Bajadere erinnert deutlich an die „heilige Sünderin“ Maria Magdalena; die Himmelfahrt am Ende des Gedichts hingegen hat eine „unchristliche“ Note, indem nicht die Buße des Mädchen, sondern seine durchaus sinnliche Liebe belohnt wird. Diese Neigung widersetzt sich der äußerlichen Pflicht, die der Chor der Priester reklamiert und unterstreicht, dass Humanität der Sinnlichkeit bedarf, die zu verdrängen der menschlichen Natur widersprechen würde. Es zeigt, wie sich Menschlichkeit innerhalb einer Randgruppe bewähren kann und gibt der Sexualität noch eine gleichsam göttliche Legitimation.

## Musik
- Franz Schubert: Der Gott und die Bajadere, D 254
- Heinrich Sthamer: Melodram, op. 6